# Uwięziona
Uwięziona (ang. Captive) – amerykański thriller z 2015 roku w reżyserii Jerry’ego Jamesona, powstały na podstawie książki Unlikely Angel autorstwa Ashley Smith. Wyprodukowany przez wytwórnię Paramount Pictures.
Premiera filmu odbyła się w Stanach Zjednoczonych 18 września 2015.

## Fabuła
Akcja filmu rozgrywa się 11 marca 2005 roku w Atlancie. Sądzony za gwałt Brian Nichols ucieka z więzienia, aby zobaczyć narodzonego syna. Uzbrojony mężczyzna chcąc zwiększyć swoje szanse zabija kilka osób i bierze zakładniczkę Ashley Smith (Kate Mara) – samotną matkę oraz narkomankę. Więziona we własnym mieszkaniu Ashley zaczyna czytać napastnikowi chrześcijański poradnik i nawiązuje z nim więź.

## Obsada
- David Oyelowo jako Brian Nichols
- Kate Mara jako Ashley Smith
- Michael K. Williams jako detektyw John Chestnut
- Leonor Varela jako detektyw Carmen Sanchez
- Jessica Oyelowo jako Meredith MacKenzie
- Mimi Rogers jako Kim Rogers
- Matt Lowe jako Randy
- E. Roger Mitchell jako sierżant Teasley
- Bill Bennett jako szeryf Walters

## Produkcja
Zdjęcia do filmu kręcono w październiku 2013 w Karolinie Północnej.

## Odbiór
Film Uwięziona spotkał się z negatywną reakcją krytyków. W serwisie Rotten Tomatoes, 26% z czterdziestu siedmiu recenzji filmu jest negatywne (średnia ocen wyniosła 4,4 na 10). Na portalu Metacritic średnia ocen z 19 recenzji wyniosła 37 punktów na 100.